# Les Enfants du désordre
Pour plus de détails, voir Fiche technique et Distribution.
Les Enfants du désordre est un film français réalisé par Yannick Bellon, sorti en 1989.

## Synopsis
Marie, une jeune droguée, est libérée de prison et placée dans une troupe théâtrale composée de délinquants. L'intégration est difficile mais elle s'éprend de Pierre, un autre délinquant. Elle semble reprendre pied jusqu’à ce que Pierre soit arrêté par la police.

## Fiche technique
- Titre : Les Enfants du désordre
- Réalisateur : Yannick Bellon
- Scénario : Loleh Bellon, Yannick Bellon, Gérard Sergue, Rémi Waterhouse
- Photographie : Pierre-William Glenn
- Montage : Kenout Peltier
- Musique : Michel Portal
- Direction artistique : Jacques Voizot
- Costumes : Zorica Lozic, Françoise Tournafond
- Producteur : Yannick Bellon, Patrick Delauneux
- Société de production : Les Films de l'Équinoxe, Les Films de la Cadence
- Pays d'origine :  France
- Langue : Français
- Format : Couleur (Fujicolor) — 35 mm — Stéréo
- Genre : drame
- Durée : 98 minutes (1 h 38)
- Dates de sortie :
  - Canada : 13 septembre 1989 (Festival international du film de Toronto)
  - Royaume-Uni : 20 novembre 1989 (Festival du film de Londres)
  - France : 22 novembre 1989

## Distribution
- Emmanuelle Béart : Marie
- Robert Hossein : Robert
- Patrick Catalifo : Patrick
- Mona Bausson : Léna
- Pierre Bergez : Pierre
- Anthony Souter : Jacques
- Thierry Miroux : Xavier
- Adel Bellali : Richard
- Yamina Meraihi : Hassina
- Christiane Desbois : La mère
- Jacques Miquel : Le directeur
- Amélie Glenn : Juliette
- Christian Cardot : Mathieu
- Alain Chevallier : Vincent
- Pascal Berthe : Rémi
- Hébé Lorenzo : Inès
- Jean-Noël Dulac : Jean-Luc
- François Palma : Daniel
- Danielle Léonard : La femme de l'éducateur
- Emmanuelle Lenne : Charlotte
- Mohamed Fenneri : Rachid
- Serge Valdor : Jérôme
- Pierre Megemont : Le père
- Edouard Zgrablic : Didier
- Loïc Pochet : Petit Laurent
- Patrick Navatte : Éric